# Gymnasium Norf
Das Gymnasium Norf ist ein 1973 als „Kreisgymnasium Norf“ gegründetes, städtisches Gymnasium im Stadtteil Norf der Stadt Neuss. Es ist mit 1247 Schülern (Stand 09/2022) das größte Gymnasium der Stadt. „Der primäre Einzugsbereich des Gymnasiums ist der Neusser Süden. Die meisten Schülerinnen und Schüler kommen aus Norf, Allerheiligen (Neuss), Rosellen (Neuss) und Rosellerheide.“ Den Namen erhielt es 1977 im Zuge der Eingemeindung Norfs in die Stadt Neuss. Das Motto der Schule lautet „Einheit in Vielfalt“.

## Auszeichnungen
2016 wurde es für den Deutschen Schulpreis nominiert und erhielt ein Preisgeld in Höhe von 10.000 Euro. Zudem ist das Gymnasium Norf eine ausgezeichnete Fairtrade-School sowie seit Dezember 2017 auch eine MINT-freundliche Schule.

## Schulgebäude
Das Gebäude des Gymnasiums Norf wurde zwischen 1974 und 1976 als „Schulzentrum Norf“ erbaut und liegt an der Eichenallee. Bis zur Fertigstellung des Gebäudes fand der Unterricht in Räumen der Grundschule St. Andreas statt. Im Keller des Schulgebäudes hat der Sportverein TSV Norf seine Geschäftsräume, Erd- und Obergeschoss werden ausschließlich von der Schule genutzt. Im Jahr 2010 wurde die Schulmensa eingerichtet. Im Jahr 2016 wurden die renovierten Naturwissenschaftsräume offiziell eröffnet. Im Zentrum des Schulgebäudes liegt das Pädagogische Zentrum, das sowohl als Aufenthaltsraum als auch als Veranstaltungszentrum genutzt wird. Neben dem Schulgebäude befindet sich die Dreifachturnhalle der Schule, die abends ebenfalls vom TSV Norf genutzt wird. Das Schulgelände, zu dem neben Schulgebäude und Turnhalle auch noch die Hausmeisterwohnung gehört, liegt unmittelbar neben dem Norfbach. Ebenfalls in direkter Nähe zum Schulgelände liegt das Von-Waldthausen-Stadion mit einem neuen Kunstrasenplatz und einem Echtrasenplatz mit 400-Meter-Aschelaufbahn. Im Von-Waldthausen-Stadion finden die jährlichen Bundesjugendspiele statt.
Für Lehrer und Schüler stehen mehrere Parkplätze an der Eichenallee und am Von-Waldthausen-Stadion zur Verfügung.

## Fächer

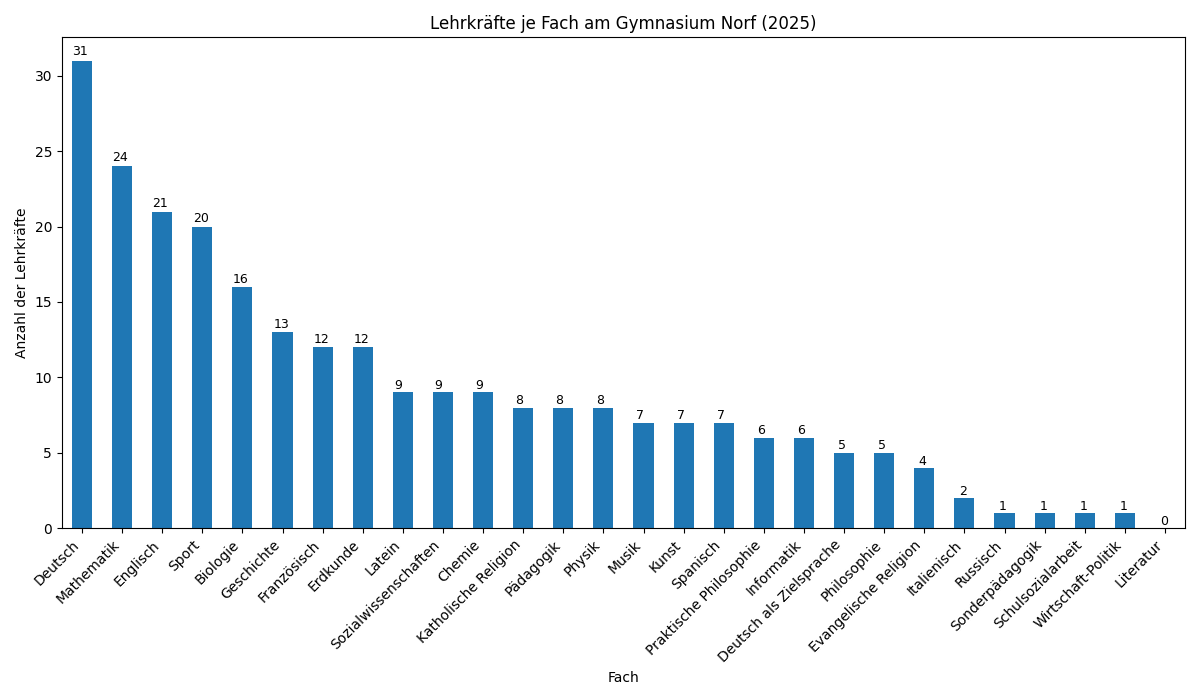
Lehrkräfte je Fach am Gymnasium Norf, Stand Mai 2025

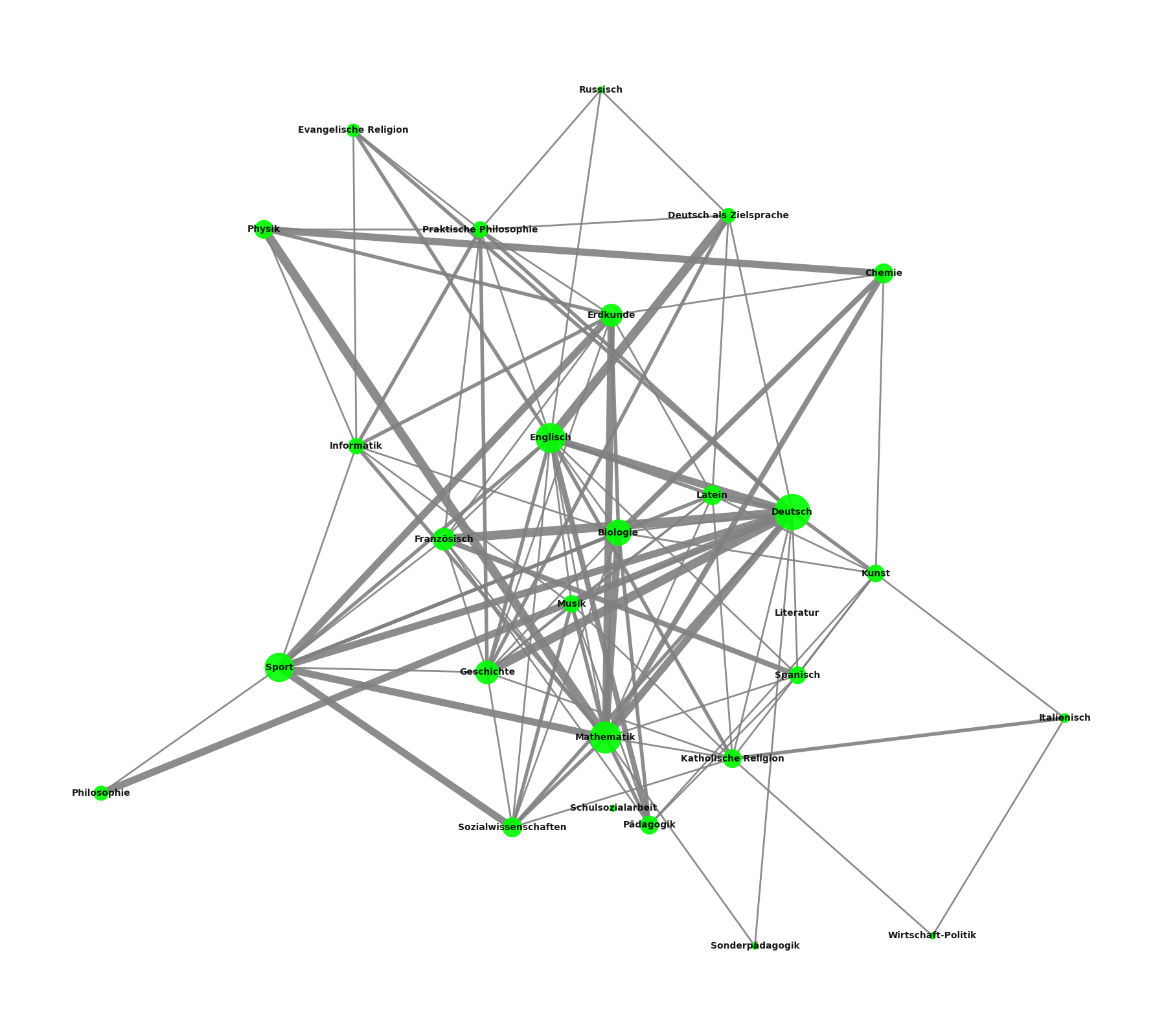
Die am Gymnasium Norf vertretenen Fächerkombinationen, Stand Mai 2025

Als einziges Gymnasium in Neuss bietet es einen Leistungskurs im Fach Sport. Viele weitere Fächer werden ebenfalls als Leistungskurse angeboten. Als MINT-freundliche Schule findet bei entsprechender Nachfrage auch ein Leistungskurs im Fach Informatik statt.
Zudem bietet die Schule seit geraumer Zeit differenzierte Möglichkeiten sich im Bereich des Online-Gamings zu engagieren, so gewann die Schule die deutsche e-Sports Schulmeisterschaft.

## Schulleiter
- 1973–1995: Rolf Wörhoff
- 1995–2003: Karl Kuhl
- 2003–2013: Klaus Killich
- 2013–2015: Joachim Rothmann (kommissarisch)
- seit 2015: Stefan Kremer

## Bekannte Schüler
- Reiner Breuer (* 1969), Bürgermeister der Stadt Neuss
- Svenja Schulze (* 1968), Politikerin, Bundesministerin für wirtschaftliche Zusammenarbeit und Entwicklung